# Allan Wells
Allan Wipper Wells (MBE), född 3 maj 1952 i Edinburgh, är en brittisk före detta friidrottare som tävlade i kortdistanslöpning.
Wells är mest känd för sin insats under olympiska sommarspelen 1980 i Moskva. Han vann där guldmedaljen på 100 meter på tiden 10,25. Han blev även silvermedaljör på 200 meter på tiden 20,21.
Han deltog vid det första världsmästerskapet 1983 där han slutade på fjärde plats både på 100 och 200 meter. 
Vidare vann han två guld på 200 meter och ett guld på 100 meter vid samväldesspelen. 
Efter karriären har han varit coach för det brittiska bob-landslaget. Han är även utbildad ingenjör.

## Personliga rekord
- 100 meter - 10,11 från 1980
- 200 meter - 20,21 från 1980

## Utmärkelser
- Riddare av Brittiska imperieorden

[Redigera Wikidata]